# دایرون رابلس
دایرون رابلس (به اسپانیایی: Dayron Robles) (زاده ۱۹ نوامبر ۱۹۸۶ در گوانتانامو، شرق کوبا) دونده دو ۱۱۰ متر با مانع اهل کوبا است.
رابلس با ثبت زمان ۱۲٫۸۷ ثانیه در ۱۲ ژوئن ۲۰۰۸ رکورد این ماده را به نام خود ثبت کرد و تا سال ۲۰۱۲ این رکورد را در اختیار داشت. وی قهرمانی المپیک ۲۰۰۸ پکن را نیز با ثبت رکورد ۱۲٫۹۴ ثانیه در فینال این ماده به دست آورده است.
رابلس به همراه لیو ژیانگ دونده چینی، یکی از دو امید اصلی قهرمانی در مسابقات جهانی دو و میدانی ۲۰۰۷ اوزاکا نیز بود که با خطا در هنگام استارت از دور رقابت حذف شد.
رابلس یکی از چهل ورزشکاری بود که پیش از شروع بازی‌های المپیک پکن در نامه‌ای سرگشاده به دولت چین خواستار رعایت حقوق بشر در این کشور شدند.

## زندگی شخصی
رابلس در یک خانواده ورزشکار رشد کرده است. عموی او الوجیو رابلس در دهه ۱۹۷۰ از دوندگان عضو تیم ملی دو و میدانی کوبا بود و رکورد دو ۴۰۰ متر با مانعش ۵۱٬۷۶ ثانیه بود.
پدرش گالبرتو (با شغل آهنگسازی) که در ۱۹۹۸ وقتی دایرون دوازده ساله بود، درگذشت و پسر عمویش هنری مورای که در ۲۰۰۶ از دنیا رفت، مهمترین مشوقان او برای ورزش بودند. مادرش رگلا مرسی (خانه دار) نیز بازیکن والیبال بوده است. مربی او نیز سانتیاگو آنتونز است.

## مشخصات جسمی
- قد: ۱۹۲ سانتیمتر
- وزن: ۸۰ کیلوگرم

## رکوردها
- رکورد ۱۱۰ متر با مانع (رده جوانان، مانع ۹۱٬۴ سانتیمتری): ۱۳٫۸۵ ثانیه، ۱۰ ژوئیه ۲۰۰۳
- رکورد ۵۰ متر با مانع: ۶٬۳۹ ثانیه در استکهلم، ۲۱ فوریه ۲۰۰۸
- رکورد ۶۰ متر با مانع: ۷٬۳۳ ثانیه در دوسلدورف، ۸ فوریه ۲۰۰۸
- رکورد ۱۱۰ متر با مانع: ۱۲٫۸۷ ثانیه در استراوا، ۱۲ ژوئن ۲۰۰۸